# Darren Bent
Darren Ashley Bent (Tooting, 6 februari 1984) is een Engels radiopresentator voor Talksport en voormalig betaald voetballer met Jamaicaanse roots. Hij was van 2001 tot en met 2018 actief voor negen verschillende Engelse clubs. Bent speelde van 2006 tot en met 2011 dertien interlands in het Engels voetbalelftal, waarvoor hij vier keer scoorde.

## Clubcarrière
Bent begon zijn carrière bij Ipswich Town. Daar begon hij als reserve en groeide daarna uit als vaste waarde voor Ipswich. Na vier jaar vertrok Bent naar Charlton Athletic. Daar speelde hij twee seizoenen, waarna Martin Jol hem naar Tottenham Hotspur haalde. Daar kon hij nooit aan de verwachtingen voldoen. In augustus 2009 vertrok hij naar Sunderland voor 11 miljoen euro. Op 18 januari 2011 betaalde Aston Villa Sunderland € 21 miljoen (£ 18 miljoen) en tekende Darren Bent een contract voor 4,5 jaar. Tijdens zijn debuut voor de club scoorde hij de enige treffer van de wedstrijd, thuis tegen Manchester City.
Op vrijdag 16 augustus 2013 maakte Fulham bekend Bent voor één seizoen te huren van Aston Villa. Toenmalig Fulhamtrainer Martin Jol werkte eerder met de spits samen in zijn periode bij Tottenham Hotspur. Villa verhuurde Bent vervolgens ook aan Brighton & Hove Albion en Derby County. Laatstgenoemde nam hem in juni 2015 definitief over.

## Clubstatistieken
| Seizoen | Club                     | Competitie     | Duels | Goals |
| ------- | ------------------------ | -------------- | ----- | ----- |
| 2001/02 | Ipswich Town             | Premier League | 5     | 1     |
| 2002/03 | Ipswich Town             | Premier League | 35    | 12    |
| 2003/04 | Ipswich Town             | Championship   | 37    | 15    |
| 2004/05 | Ipswich Town             | Championship   | 45    | 19    |
| 2005/06 | Charlton Athletic        | Premier League | 36    | 18    |
| 2006/07 | Charlton Athletic        | Premier League | 32    | 13    |
| 2007/08 | Tottenham Hotspur        | Premier League | 27    | 6     |
| 2008/09 | Tottenham Hotspur        | Premier League | 33    | 12    |
| 2009/10 | Sunderland               | Premier League | 38    | 24    |
| 2010/11 | Sunderland               | Premier League | 20    | 8     |
| 2010/11 | Aston Villa              | Premier League | 16    | 9     |
| 2011/12 | Aston Villa              | Premier League | 22    | 9     |
| 2012/13 | Aston Villa              | Premier League | 16    | 3     |
| 2013/14 | → Fulham                 | Premier League | 24    | 3     |
| 2014/15 | Aston Villa              | Premier League | 7     | 0     |
| 2014/15 | → Brighton & Hove Albion | Championship   | 5     | 2     |
| 2014/15 | → Derby County           | Championship   | 15    | 10    |
| 2015/16 | Derby County             | Championship   | 23    | 2     |
| 2016/17 | Derby County             | Championship   | 37    | 10    |
| 2017/18 | → Burton Albion          | Championship   | 15    | 2     |
| Totaal  | Totaal                   | Totaal         | 488   | 178   |

## Interlandcarrière
Bent speelde dertien wedstrijden voor het nationaal elftal, waarin hij viermaal scoorde. Zijn laatste interland dateert van 15 november 2011. Toen viel hij na 70 minuten in voor Bobby Zamora van Fulham FC in de wedstrijd tegen Zweden (1-0 winst op Wembley).
| Interlands van Darren Bent voor Engeland | Interlands van Darren Bent voor Engeland | Interlands van Darren Bent voor Engeland | Interlands van Darren Bent voor Engeland | Interlands van Darren Bent voor Engeland | Interlands van Darren Bent voor Engeland |
| №                                        | Datum                                    | Wedstrijd                                | Uitslag                                  | Competitie                               | Goals                                    |
| Als speler van Charlton Athletic         | Als speler van Charlton Athletic         | Als speler van Charlton Athletic         | Als speler van Charlton Athletic         | Als speler van Charlton Athletic         | Als speler van Charlton Athletic         |
| ---------------------------------------- | ---------------------------------------- | ---------------------------------------- | ---------------------------------------- | ---------------------------------------- | ---------------------------------------- |
| 1                                        | 1 maart 2006                             | Engeland – Uruguay                       | 2 – 1                                    | Vriendschappelijk                        | 0                                        |
| 2                                        | 16 augustus 2006                         | Engeland – Griekenland                   | 4 – 0                                    | Vriendschappelijk                        | 0                                        |
| Als speler van Tottenham Hotspur         |                                          |                                          |                                          |                                          |                                          |
| 3                                        | 21 november 2007                         | Engeland – Kroatië                       | 2 – 3                                    | EK-kwalificatie                          | 0                                        |
| 4                                        | 19 november 2008                         | Duitsland – Engeland                     | 1 – 2                                    | Vriendschappelijk                        | 0                                        |
| Als speler van Sunderland                |                                          |                                          |                                          |                                          |                                          |
| 5                                        | 14 november 2009                         | Brazilië – Engeland                      | 1 – 0                                    | Vriendschappelijk                        | 0                                        |
| 6                                        | 30 mei 2010                              | Japan – Engeland                         | 1 – 2                                    | Vriendschappelijk                        | 0                                        |
| 7                                        | 7 september 2010                         | Zwitserland – Engeland                   | 1 – 3                                    | EK-kwalificatie                          | Goal                                     |
| Als speler van Aston Villa               |                                          |                                          |                                          |                                          |                                          |
| 8                                        | 9 februari 2011                          | Denemarken – Engeland                    | 1 – 2                                    | Vriendschappelijk                        | Goal                                     |
| 9                                        | 26 maart 2011                            | Wales – Engeland                         | 0 – 2                                    | EK-kwalificatie                          | Goal                                     |
| 10                                       | 4 juni 2011                              | Engeland – Zwitserland                   | 2 – 2                                    | EK-kwalificatie                          | 0                                        |
| 11                                       | 7 oktober 2011                           | Montenegro – Engeland                    | 2 – 2                                    | EK-kwalificatie                          | Goal                                     |
| 12                                       | 12 november 2011                         | Engeland – Spanje                        | 1 – 0                                    | Vriendschappelijk                        | 0                                        |
| 13                                       | 15 november 2011                         | Engeland – Zweden                        | 1 – 0                                    | Vriendschappelijk                        | 0                                        |